# Niccolò da Bologna
Pour les articles homonymes, voir Bologna (homonymie).
Niccolò da Bologna, connu aussi comme Nicolo di Giacomo di Nascimbene, (Bologne, vers 1325 à Bologne - Bologne, vers 1403) est  un enlumineur italien de la période gothique actif au XIVe siècle.

## Biographie
Niccolò  da Bologna a été un des plus importants et prolifiques enlumineurs  du XIVe siècle actif à Bologne. Élève de Jacopo della Quercia, il a été actif d'environ 1349 à 1403. Il est connu pour ses figures expressives et bombées et par ses représentations narratives. Les premières œuvres signées de Niccolò sont les copies d'un ouvrage de droit canonique, le Decretals de Gratien. Lui et son atelier ont illuminé une variété d'autres manuscrits, y compris les textes universitaires, livres et textes liturgiques, des livres de dévotion privée, et même des œuvres laïques de poésie et de théâtre. Niccolò a également enluminé un certain nombre de livres spécialisés pour différents groupes de sociétés de la ville, tels que livres et statuts de guildes et des registres. Fortuné et artiste attitré de la ville de Bologne, dans les années 1380 il devient membre actif du gouvernement de la ville. Il est l'oncle de l'artiste Jacopo di Paolo (actif entre 1371 et 1426).

## Œuvres

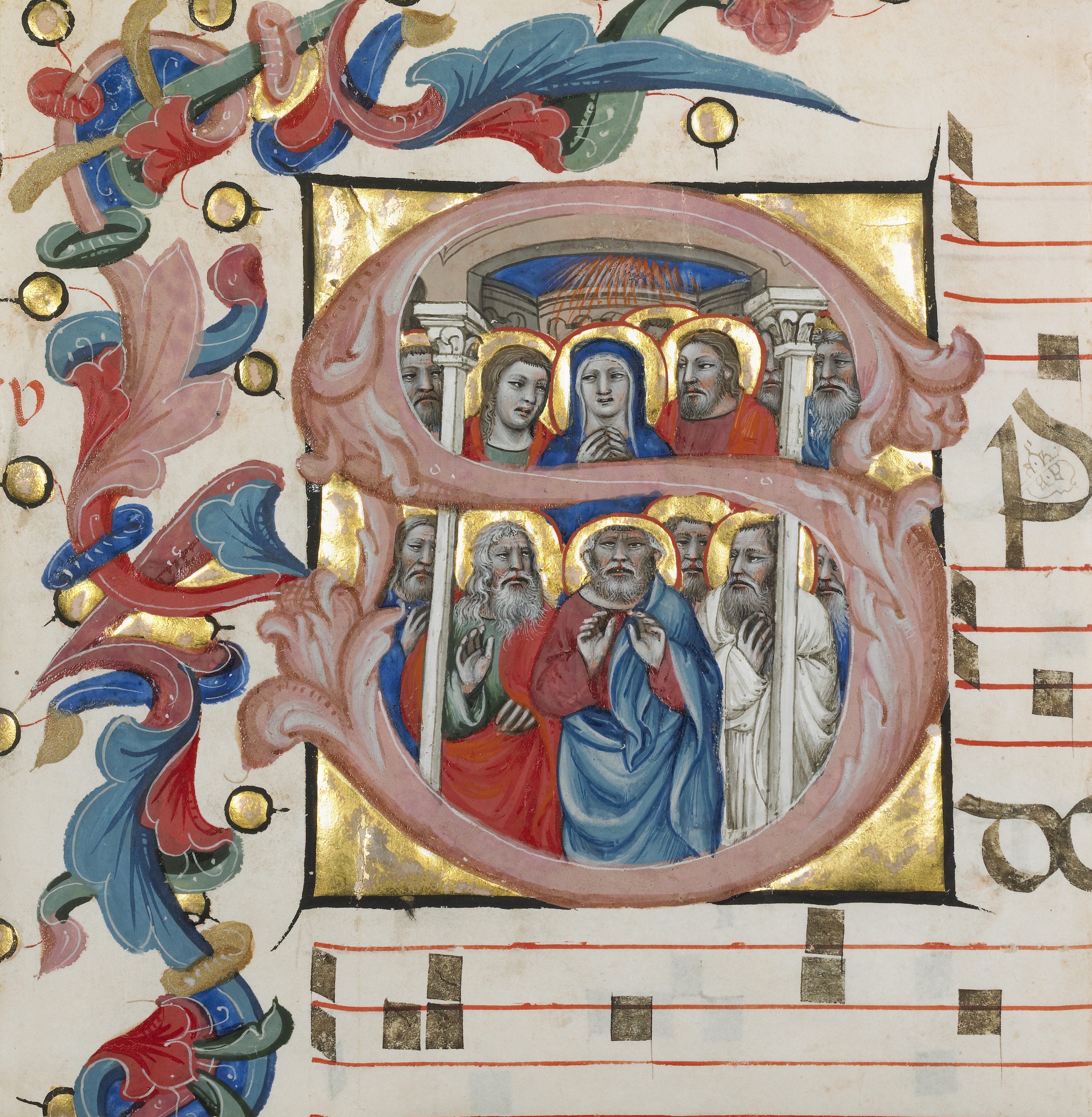
Tempera et or sur parchemin, 1394 - 1402, Getty Center

- livre d'heures de Kremsmünster, 1439, Stiftbibliothek, Clm 4
- Saint Dominique (1386), Tempera et or sur parchemin, Getty Center.
- Pentecôte (1394 - 1402), tempera et or sur parchemin, Getty Center.
- Manuscrit de la Pharsale (Lucain) pour un destinataire inconnu et ayant appartenu à François Ier, vers 1370-1380, BnF, Lat.8044
- Manuscrit de la Pharsale (Lucain) pour François Ier de Mantoue, vers 1373, Biblioteca Trivulziana, Milan, Ms.691
- Manuscrit de la Pharsale (Lucain) pour la famille Boiardo de Ferrare, vers 1378, British Library, Londres, Add.11990
- Missel romain, vers 1370, Bibliothèque municipale d'Avignon, Ms.136[2]